# William T. Carleton
William T. Carleton (1859 – St. John's, 28 settembre 1930) è stato un attore britannico.

## Filmografia
- Fantasma, regia di Charles M. Seay (1914)
- The Idler, regia di Lloyd B. Carleton (1914)
- The Fairy and the Waif, regia di Marie Hubert Frohman, George Irving (1915)
- The Pardon, regia di Donald MacKenzie - cortometraggio (1915)
- Larry O'Neill -- Gentleman, regia di Clem Easton - cortometraggio (1915)
- The Running Fight, regia di James Durkin (1915)
- The Incorrigible Dukane, regia di James Durkin (1915)
- Madame Butterfly, regia di Sidney Olcott (1915)
- The Greater Will, regia di Harley Knoles (1915
- Poor Little Peppina, regia di Sidney Olcott (1916)
- Gloria's Romance, regia di Walter Edwin, Campbell Gollan (1916)
- Pearl of the Army, regia di Edward José (1916)
- At First Sight, regia di Robert Z. Leonard (1917)
- Fighting Odds, regia di Allan Dwan (1917)
- Daughter of Maryland, regia di John B. O'Brien (1917)
- Sunshine Alley, regia di John W. Noble (1917)
- The Antics of Ann, regia di Edward Dillon (1917)
- Scandal, regia di Charles Giblyn (1917)
- Cuore d'acciaio (Tempered Steel) (1918)
- The Heart of a Girl, regia di John G. Adolfi (1918)
- The Danger Mark, regia di Hugh Ford (1918)
- The Beloved Blackmailer, regia di Dell Henderson (1918
- Everybody's Girl, regia di Tom Terriss (1918)
- The Better Half, regia di John S. Robertson (1918)
- The Racing Strain
- L'occidente (Eye for Eye), regia di Albert Capellani, Alla Nazimova (1918)
- Nido d'amore (The Love Net), regia di Tefft Johnson (1918)
- The Lion and the Mouse, regia di Tom Terriss (1919)
- The World to Live In, regia di Charles Maigne (1919)
- Almost Married, regia di Charles Swickard (1919)
- La valanga (The Avalanche), regia di George Fitzmaurice
- Home Wanted, regia di Tefft Johnson (1919)
- His Father's Wife, regia di Frank Hall Crane (1919)
- Me and Captain Kidd, regia di Oscar Apfel (1919)
- Human Collateral, regia di Lawrence C. Windom (1920)
- His Temporary Wife, regia di Joseph Levering  (1920)
- Sinners, regia di Kenneth S. Webb (1920)